# Joycelyn Elders
Minnie Joycelyn Majors (nascuda Minnie Lee Jones; el 13 d'agost de 1933 a Schaal (Arkansas)) és una pediatra i endocrinòloga afroamericana i administradora de salut pública. Ha estat vice-almirall en el Servei de Salut Pública de l'armada americana i la primera afroamericana que ha estat Cirurgià General dels Estats Units. Elders és coneguda per les seves opinions sobre la legalització de les drogues i la distribució de productes de contracepció a les escoles. El desembre de 1994 va ser forçada a dimitir per les seves idees. En l'actualitat és professora de pediatria a la Universitat d'Arkansas.

## Vida
Minnie Lee Jones, la primera filla de vuit germans, pertanyia a una família masovera. Després va estudiar secundària al Philader Smith College de Little Rock i als quinze anys va afegir-se el nom de Joycelyn. Després de graduar-se en biologia el 1952, va treballar a l'hospital de veterans abans que s'allistés a l'armada a l'any següent, a on va estudiar medicina. El 1956 va abandonar l'armada per estudiar medicina a la Universitat d'Arkansas, a on es va llicenciar al 1960. Aquest any també es va casar amb Oliver Elders amb qui va tenir dos fills. El 1967 va obtenir el màster en bioquímica i va entrar a ensenyar a la facultat on estudiava, a on esdevé professora titular el 1976. El 1978 va esdevenir la primera persona d'Arkansas a tenir la certificació d'endocrinòloga pediàtrica. El 2002 es va esdevenir doctora en ciència pel Bates College.

### Directora del Departament de Salut d'Arkansas
El 1987 fou elegida pel governador d'Arkansas, Bill Clinton com a directora del Departament de Salut Pública de l'estat. Va esdevenir la primera afroamericana (i la segona dona) a tenir aquest càrrec. En aquest càrrec, ella treballà per la immunització dels infants i en una campanya per a fer descendir la natalitat no desitjada a través de campanyes educatives. També va augmentar les proves de detecció del Sida i del càncer. El 1992 fou elegida presidenta de l'Association of State and Territorial Health Officers.

## Experiències amb el racisme
Quan Elders exercia d'endocrinòloga pediàtrica i com a professora d'una de les millors escoles de medicina no fou immune al racisme en el treball. Hi va haver gent de l'Associació Mèdica Americana que no la reconeixia com a metgessa, ja que no entenien que una dona negra hagués fet tot el que ella havia fet.
En una entrevista se li va preguntar si havia sentit més opressió per ser dona o per ser afroamericana. Ella va respondre que havia estat perquè era una dona negra. Elders va esdevenir la veu de la comunitat afroamericana sobre la pobresa i el rol de les noies joves prenyades, que són més nombroses entre aquesta comunitat. Va dir que les mares adolescents afroamericanes pobres eren "captives d'una esclavitud que la Tretzena esmena de la Constitució dels Estats Units no havia anticipat" i que aquesta era la principal raó per la qual considerava que l'educació sexual a les escoles públiques era tant important.

## Educació sexual
Com a endocrinòloga, Elders va estar molt relacionada amb noies joves diabètiques prenyades. Si les noies joves que tenien diabetis es prenyaven, tenien un alt risc de que el seu cos rebutgés el fetus o que aquest es desenvolupés de manera anormal in utero. Per a prevenir aquests embarassos, va manifestar els perills de l'embaràs juvenil i la importància de l'ús de les mesures contraceptives i de que les noies prenguessin el control de la seva sexualitat ja des de l'inici de la seva pubertat.

### Educació sexual de les noies afroamericanes
Elders va defensar fortament l'educació sexual i reproductiva, sobretot entre les comunitats afroamericanes. Va criticar els antics llibres de text que deien que només les dones blanques tenien períodes regulars, ja que les dones podien controlar el naixement per regular-los. També criticà que les dones negres no buscaven el control de la natalitat perquè els pastors negres els deien que les píndoles anticonceptives eren una forma de genocidi negre. Elder estava particularment disgustada amb els homes negres que explotaven a les dones negres i no els deixaven controlar la seva sexualitat argumentant que "si no pots controlar la teva reproducció, no pots controlar la teva vida".

## Cirurgiana General dels Estats Units
El 1993 el president Bill Clinton la va nombrar Cirurgiana General dels Estats Units, cosa que la va convertir en la primera negra que va obtenir aquest càrrec. Elders va ser controvertida per les seves opinions sobre l'educació sexual, la legalització de les drogues i el dret a l'avortament, pel que els conservadors la van anomenar "reina dels condons". Per això Clinton va fer que cedís del seu càrrec el 31 de desembre de 1994.

### Legalització de les drogues
Elders va rebre la censura de l'administració Clinton quan va suggerir que la legalització de les drogues podria ajudar a reduir el crim i per això s'hauria d'estudiar. El 15 de desembre de 1993, una setmana després d'aquests comentaris, es va acusar al seu fill Kevin per vendre cocaïna. Elders creia que això era un muntatge contra ella i el president. Kevin fou jutjat i sentenciat a 10 anys de presó. Després d'apel·lar a la Cort Suprema d'Arkansas, aquesta reafirmà la condemna, ja que considerà que Kevin no havia pogut demostrar la seva innocència.

### Sexualitat humana i l'avortament
El 1994 Elders va fer una conferència sobre el Sida a les Nacions Unides. Quan fou preguntada sobre si seria apropiat promoure la masturbació per prevenir els joves d'activitats sexuals de més risc, va replicar: «Penso que aquesta és una part de la sexualitat humana i potser se n'hauria de parlar» Això va causar una gran controvèrsia i la Casa Blanca li va retirar el seu suport. Leon Panetta, Cap del Gabinet de la Casa Blanca va dir: «Hi ha massa àrees en les que el president no està d'acord amb ella. Aquesta només n'és una més» El desembre de 1994 Elders fou forçada a abandonar el seu càrrec pel president Clinton. Aquest incident fou explorat posteriorment pel documental sobre la masturbació, Sticky: A (Self) Love Story, en el que Elders parla sobre la seva experiència.
Elders també havia estat en el punt de mira per altres afirmacions que havia fet en public com, quan va parlar de l'avortament el gener de 1994, va dir: «Nosaltres realment necessitem abandonar aquest amor amb el fetus i començar a preocupar-nos dels infants».

## Activitats post-governamentals
Després de ser Cirurgiana General, Elders va tornar a ser professora de pediatria de la Universitat d'Arkansas. Participa en circuits regulars de lectures en les que parla contra l'embaràs adolescent. En un programa sobre l'abstinència sexual del programa de televisió Penn & Teller: Bullshit! va dir que considerava que els programes d'abstinència només servien per prevenir l'abús infantil i va discutir les seves opinions sobre l'educació sexual dels joves, la masturbació i les mesures contraceptives. Fou entrevistada en el documental de 2013 How to Lose Your Virginity, a on va defensar l'educació sexual contra la idea que a l'educació s'havia de parlar únicament de l'abstinència.

## Obres
El 1997 Elders va escriure un llibre en el que s'explica la seva versió de les controvèrsies que havien existit quan fou Cirurgiana General. Aquest es titula From Sharecropper's Daughter to Surgeon General of the United States of America i fou editat per Harper Perennial.
El d'octubre de 2010 va escriure un article en el que donava suport obertament a la legalització de la marihuana al New York Times.
A la Biblioteca Nacional de Medicina dels Estats Units de Bethesda, Maryland es conserva una col·lecció dels seus documents professionals.

## Premis
- El 1991 va rebre el Premi Candace per part de la National Coalition of 100 Black Women.[7]